# ملحم زين
ملحم زين الطفيلي (21 أكتوبر 1982- ) مغني لبناني من أصل عراقي. 

## حياته
ولد في البقاع ويرجع أصله إلى مدينة النجف
 في العراق
هو واحد من عشرة أشقاء لعائلة ترعرعت في البقاع، خريج كلية الحقوق لكن لم يمارس المحاماة

### حياته الأسرية
في سنة 2008 تزوج الفنان من تماني بنت الرئيس اليمني الجنوبي السابق علي سالم البيض ورزق منها بعلي، فاطمة، حسين وزينب.

## مشواره الفني
بدأت موهبته بالظهور في سن السابعة حيث غنى «لسه فاكر» للسيدة أم كلثوم، وشارك في سن الحادية عشر بمهرجان مدرسي للأغنية ضمّ جميع مدارس لبنان وحاز المركز الأول عن منطقته، كما شارك في العديد من البرامج وغنّى عن فئة محمد عبد الوهاب وناظم الغزالي. لم يكتف بموهبته بل قام بدراسة الموسيقى في عدد من المعاهد والجامعات، شارك في سوبر ستار وتألق بشكل كبير نظرا لصوته الجبلي لقب «بريس الأغنية» نسبتا لتألقه في غناء أغنية «عندك بحرية»
لوديع الصافي، وصل إلى المثلث الذهبي برفقة كل من رويدا عطية وديانا كرزون وإثر خروجه من المسابقة حصلت أعمال شغب ومظاهرات عمت مختلف أنحاء لبنان.

### مشاركته كعضو لجنة تحكيم
في نوفمبر 2020 شارك كعضو لجنة تحكيم برنامج اكتشاف المواهب ذا فويس سينيور على شاشة إم بي سي

## إثارة الجدل
رفض أكثر من مرة في رده على سؤال حول فكرة سماحه لابنته باحتراف الغناء إن كانت تتمتع بصوت جميل قائلاً «إنها تستطيع الغناء في المنزل.»

## الألبومات
| العام | الألبوم         | المنتج            |
| ----- | --------------- | ----------------- |
| 2004  | انت مشيتي       | ميوزيك ماستر      |
| 2006  | بدي حبك         | ميوزيك ماستر      |
| 2008  | علواه           | روتانا            |
| 2012  | ملحم زين 2012   | روتانا            |
| 2016  | الجرح اللي بعدو | بلاتينيوم ريكوردز |
| 2019  | ملحم زين 2019   | بلاتينيوم ريكوردز |
| 2025  | 22              | بلاتينيوم ريكوردز |

## أغاني مصورة
| الأغنية                    | المخرج       | العام | المنتج            | الشاعر        |
| -------------------------- | ------------ | ----- | ----------------- | ------------- |
| إنت مشيتي                  | سليم الترك   | 2004  | ميوزيك ماستر      | نزار فرنسيس   |
| بدي حبك                    | سليم الترك   | 2006  | ميوزيك ماستر      | نزار فرنسيس   |
| ممنونك أنا                 | سعيد الماروق | 2007  | ميلودي            | أحمد ماضي     |
| علواه                      | فادي حداد    | 2008  | روتانا            | وسام الأمير   |
| كبد بد                     | فادي حداد    | 2008  | روتانا            | قصي عيسى      |
| ما عاد بدي ياك             | فادي حداد    | 2012  | روتانا            | فارس اسكندر   |
| غيبي يا شمس                | فادي حداد    | 2012  | روتانا            | فلكلور        |
| الجرح اللي بعدو            | سعيد الماروق | 2016  | بلاتينيوم ريكوردز | منير ابو عساف |
| الله عليك ديو مع نور الزين | رأفت البدر   | 2018  | الريماس           | رامي العبودي  |
| أمي وضحكتك                 | عادل سرحان   | 2021  | الدار البيضاء     | مهند العزاوي  |
| رفيقة قلبي                 | بسام الترك   | 2022  | بلاتينيوم ريكوردز | محمود عيد     |
| إنت و حدّي                  | رشا جركس     | 2022  | بلاتينيوم ريكوردز | فادي أسعد     |
| حلفتلك                     | فادي حداد    | 2025  | بلاتينيوم ريكوردز | مروان خوري    |

## أغاني مسلسلات
- (2009):أهل الراية
- (2014):«الله أكبر يا وطن» طوق البنات
- (2014): وجع الروح
- (2015):قصة حب
- (2015):عين الجوزة
- (2016):الطواريد
- (2016): «عقدة ذنب»جريمة شغف
- (2020): «ضعف نظر» العودة
- (2021): «عايش وحدي» 350 غرام
- (2022): «بعدك بالقهر» ستيلتو

## روابط خارجية
- ملحم زين على موقع IMDb (الإنجليزية)
- ملحم زين على موقع ميوزك برينز (الإنجليزية)
- ملحم زين على موقع ديسكوغز (الإنجليزية)